# John Erskine, 4. Baron Erskine
John Cadwallader Erskine, 4. Baron Erskine (* 1804; † 28. März 1882 in Torquay, Devon) war ein britischer Peer und Kolonialbeamter.

## Leben
Er war der zweite von fünf Söhnen des David Montagu Erskine, 2. Baron Erskine, aus dessen erster Ehe mit Frances, Tochter des amerikanischen Generals John Cadwallader.
Nach seiner Ausbildung ging er in den Öffentlichen Dienst und trat er 1826 in die Dienste der Britische Ostindien-Kompanie ein und ging als „covenanted servant“ des Bengal Civil Service nach Britisch-Indien. Dort wurde er 1841 politischer Agent in Subathu und später Resident in Nepal. In Indien lernte er seine erste Frau kennen, dort wurden auch seine Kinder geboren. Erst nachdem er 1853 pensioniert wurde, kehrte er mit seiner Familie nach England zurück.
Beim kinderlosen Tod seines ältesten Bruders Thomas Erskine, 3. Baron Erskine, erbte er 1877 dessen Ländereien, dessen Adelstitel als Baron Erskine sowie den damit verbundenen Sitz im House of Lords.

## Ehen und Nachkommen
Er war zweimal verheiratet. In erster Ehe heiratete er am 30. April 1829 in Indien mit Margaret Martyn († 1862), jüngste Tochter des John Martyn aus dem County Tyrone. Mit ihr hatte er zwei Töchter und einen Sohn und Erben:
- Hon. Fanny Macnaghten Erskine († 1872) ⚭ 1861 Standish G. Rowley, Gutsherr von Sylvan Park im County Meath;
- Hon. Margaret Catherine Erskine († 1940) ⚭ (1) 1878–1886 Rev. Evelyn Henry Villebois Burnaby († 1924), anglikanischer Pfarrer von Burrough-on-the-Hill in Leicestershire, ⚭ (2) 1887 Sydney Beaumont Willoughby (1859–1921), Bruder des Henry Willoughby, 8. Baron Middleton;
- William Macnaghten Erskine, 5. Baron Erskine (1841–1913) ⚭ 1864 Caroline Alice Martha Grimble († 1922).

In zweiter Ehe heiratete er am 25. Januar 1865 in England Maria Louisa Cullen Campbell († 1889), älteste Tochter des Colonel Alexander Campbell (KH, CB), Gutsherr von Blackburn House in Ayrshire. Diese Ehe blieb kinderlos.